# Королёв, Андрей Александрович
Андре́й Алекса́ндрович Королёв (7 июля 1944, Берн — 16 июля 1999, Москва) — советский и российский филолог, специалист в области индоевропеистики и востоковедения, автор трудов по кельтским языкам, а также по хеттскому и другим древним языкам Малой Азии. Кандидат филологических наук.

## Биография
Родился в семье дипломатов, с детства свободно говорил по-английски и по-немецки. В 1967 году окончил филологический факультет МГУ. Работал в секторе германских и кельтских языков Института языкознания РАН; преподавал в РГГУ. Благодаря широкой эрудиции и выдающимся лингвистическим способностям стал одним из первых исследователей в России двух традиционно трудных областей индоевропеистики — кельтских языков и древних языков Малой Азии; владел также всем комплексом проблем, относящихся к индоевропейскому языковому и культурному ареалу. Наиболее известна его книга «Древнейшие памятники ирландского языка» (1984), содержащая полный свод так называемых огамических надписей, и написанное совместно с В. П. Калыгиным «Введение в кельтскую филологию» (1989).
Скромная должность и небольшое число публикаций не отражают истинный масштаб дарования А. А. Королёва, который был, по мнению специалистов, одним из лучших знатоков индоевропейской проблематики не только в России, но и в мире. Ранняя смерть и трудные жизненные обстоятельства помешали реализоваться его блестящим возможностям.

## Основные публикации
- Королёв А. А. История форм множественного числа имен существительных в ирландском языке. Автореф. дисс. … к.филол.н. М., Ин-т языкознания. 1973. 20 с.
- Королёв А. А. Хетто-лувийские языки // Языки Азии и Африки. Кн. 1. М., 1976.
- Королёв А. А. Новые данные о венетском языке // Славянское и балканское языкознание. Вып. 3. М., 1977
- Королёв А. А. Древнейшие памятники ирландского языка. М., Наука. 1984. 209 стр. 850 экз. 2-е изд. М., УРСС. 2003. ISBN 5-354-00052-1
- Королёв А. А. Филологические методы в исследовании истории кельтских языков // Сравнительно-историческое изучение языков разных семей. М., 1988. С. 119—138
- Калыгин В. П., Королёв А. А. Введение в кельтскую филологию. М., Наука. 1989. 251 с. 900 экз. 2-е изд. М., КомКнига. 2006. 272 с. ISBN 5-484-00265-6
- Korolev A.A. Hittite Texts: New Readings, Joins, and Duplicates // Studia Linguarum 2 / Изд. А. Касьян, Ф. Минлос. М., 1999 [2000]. P. 281—290 ISBN 5-7281-0026-0
- Kassian A., Korolev A., Sidel’tsev A. Hittite Funerary Ritual šalliš waštaiš. Muenster, 2002 ISBN 3-934628-16-8